# Daniel Ewerman
Daniel Ewerman, född 28 november 1972 i Finspång, är en svensk konstnär, entreprenör, författare och tidigare musiker.

## Biografi
Daniel Ewerman, som är son till Anders Ewerman, växte upp i Stockholm från sex års ålder och studerade Industridesigner vid Konstfack åren 1994 till 1998. Han var mellan 1992 och 1997 en av medlemmarna i rockgruppen Salt.
1998 grundade Daniel Ewerman tillsammans med Niklas Weise konsultbolaget Transformator Design, ett konsultbolag specialiserat på designstrategi. Med egenutvecklade metoder för att sätta slutkundernas behov i fokus skapades designstrategier på uppdrag av ledningsgrupper i företag såsom Scania, AEG, Atlas Copco och Sandvik AB. Mellan 1999 och 2005 var Transformator Design pionjärer inom det de då kallade design av tjänster, idag känt som service design eller tjänstedesign. De bidrog till att forma fältet och etablerade metoder som idag är vanliga inom branschen. År 2016 var de ett av världens mest erfarna servicedesignföretag. Daniel Ewerman var VD på Transformator Design mellan åren 1998 och 2017. År 2017, när bolaget hade cirka 40 anställda, förvärvades Transformator Design av Acando, som senare blev en del av det kanadensiska företaget CGI .
2015 började Ewerman utveckla ett onlineverktyg Custellence för kundresor, tjänstekartor och service blueprints. 
Daniel Ewerman har varit styrelseledamot i Konstfack mellan åren 2013 och 2019 och vice ordförande 2016 till 2018. Han var ledamot i ArkDes insynsråd åren 2013 till 2019. Han är ledamot i Energimyndigheten FoU-program "Energi, IT och Design" och "Design för energieffektiv vardag"  från 2013.
I sitt konstnärskap skapar Daniel Ewerman oljemålningar, ofta av landskap och stadsmiljöer med dramatiska himlar och ljuseffekter som framträder vid övergångar mellan olika tillstånd. Hans stil är romantisk snarare än realistisk, och verken bär en både vacker och kuslig underton, ofta med antydan till mänsklig närvaro i folktomma scener. Med djup kunskap om klassiskt oljemåleri arbetar han i flera lager för att ge sina målningar en särskild lyster. Ewerman bor och arbetar i Stockholm och har ställt ut i såväl Sverige som Tyskland.

## Publikationer (urval)
- 2013 - 2017 - Gästkrönikör i Finansliv [13][14]
- 2015 - Boken "Kundupplevelse - Varför vissa organisationer lyckas … och andra inte", Volante ISBN 9789187419843[15]
- 2016 - Artikeln “Easy to Buy - Not Easy to sell. Outperform with a customer-centric approach to selling”, Service Design Network - Touchpoint Vol. 7 No. 3, Jan 28, 2016, co-author Anders Landström[16]
- 2018 - Co-author i boken "This Is Service Design Doing: Applying Service Design Thinking in the Real World", O'Reilly Media, ISBN 9781491927182[17]
- 2018 - Artikeln “How to Stay Relevant: Moving from what we do to what we deliver” Service Design Network - Touchpoint Vol. 10 No. 1, 10 augusti 2018, co-author Sabina Persson [18]